# Emydidae
Famille
Les Emydidae sont une famille de tortues d'eau douce cryptodires. Elle a été décrite par Constantine Samuel Rafinesque (1783-1840) en 1815.

## Distribution
Les espèces de cette famille se rencontrent sur 2 continents : 
- Emys sp (les Cistudes) sont présentes largement en Europe, 
- Toutes les autres sont présentes sur le continent américain (nord et sud).

## Liste des genres
Selon TFTSG (27 mai 2011) :
- sous-famille Deirochelyinae Agassiz, 1857
  - genre Chrysemys Gray, 1844
  - genre Deirochelys Agassiz, 1857
  - genre Graptemys Agassiz, 1857
  - genre Malaclemys Gray, 1844
  - genre Pseudemys Gray, 1856
  - genre Trachemys Agassiz, 1857
- sous-famille Emydinae Rafinesque, 1815
  - genre Actinemys Agassiz, 1857
  - genre Clemmys Ritgen, 1828
  - genre Emydoidea Gray, 1870
  - genre Emys Duméril, 1805
  - genre Glyptemys Agassiz, 1857
  - genre Terrapene Merrem, 1820

## Législation française
Toutes les espèces nord-américaines de cette famille classées en Annexe 2 de l'Arrêté Ministériel français du 10 août 2004, leur détention en nécessite le certificat de capacité si l'animal a été acquis après le jour de publication de l'Arrêté Ministériel car elles sont invasives dans l'écosystème fluviatile européen, entrant en compétition avec les cistudes (Emys orbicularis) et les Mauremides (Mauremys spp.) pour les niches biologiques occupées en Europe et au détriment de ces dernières avec une importante chute de leur démographie ces dernières années.

## Publication originale
- Rafinesque, 1815 : Analyse de la Nature, ou Tableau de l’Univers et des Corps Organisés. p. 1-224 (texte intégral).